# Lange Gasse 17 (Quedlinburg)

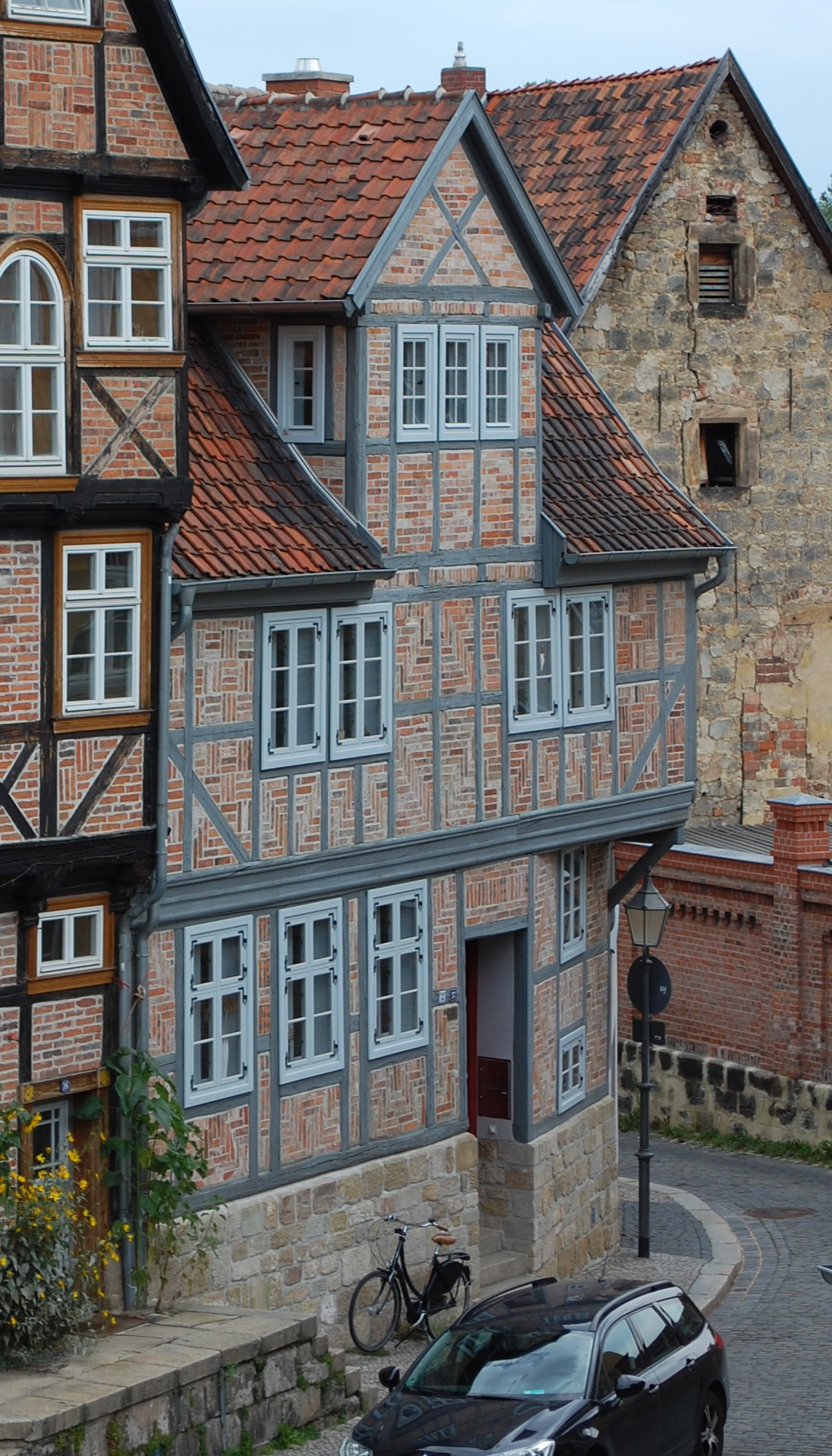
Haus Lange Gasse 17

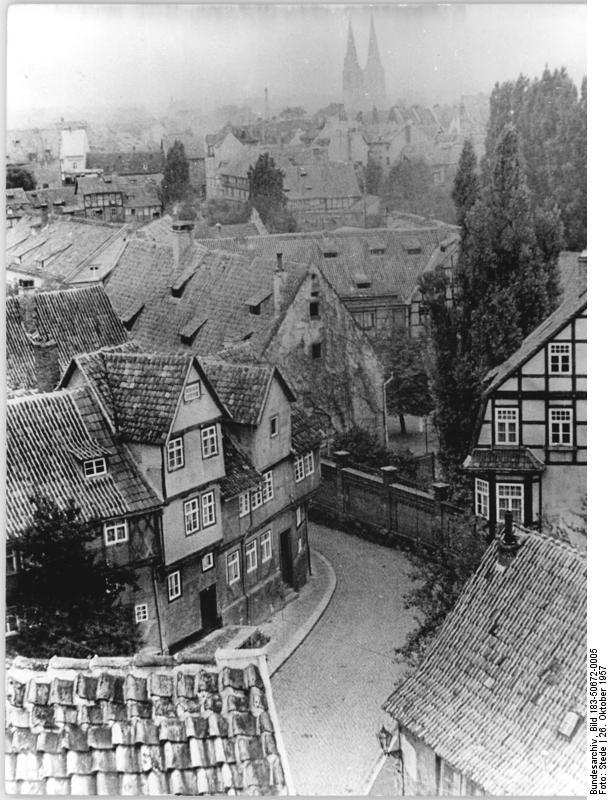
Blick auf die Lange Gasse 17 mit Nachbarhäusern, 1957

Das Haus Lange Gasse 17 ist ein denkmalgeschütztes Gebäude in Quedlinburg in Sachsen-Anhalt.

## Lage
Das im Quedlinburger Denkmalverzeichnis als Wohnhaus eingetragene Gebäude befindet sich im Quedlinburger Stadtteil Westendorf östlich des Schloßberges. Es gehört zum UNESCO-Weltkulturerbe und befindet sich an einer Straßenbiegung. Westlich grenzt das gleichfalls denkmalgeschützte Haus Lange Gasse 16 an.

## Architektur und Geschichte
Das zweigeschossige Fachwerkhaus entstand um 1760. Markant ist das Zwerchhaus des Gebäudes, an welchem sich eine starke Profilbohle befindet. Das Obergeschoss ragt auf der Ostseite des Gebäudes in die Straßenbiegung hinein und über das Untergeschoss hinaus. Die Haustür stammt aus der Zeit um 1870.